# Robert M. Patterson
Robert Maskell Patterson, né le 23 mars 1787 et mort le 5 septembre 1854, est un docteur en médecine et universitaire américain qui fut professeur de mathématiques, chimie et natural philosophy à l'université de Pennsylvanie (1812–1828) et à l'université de Virginie (1828–1835). Il fut nommé directeur de l'United States Mint  par le président Andrew Jackson, le 3 mars 1835, poste qu'il occupa jusqu'en juillet 1851. Il fut également président de la Société américaine de philosophie, de 1840 à 1853. Son père, Robert Patterson a également été directeur de la Monnaie.